# Mecklenburg-Elő-Pomeránia települései

Mecklenburg-Elő-Pomeránia Lau 2 szerint

Mecklenburg-Elő-Pomeránia Lau 1 szerint

Városok és községek Mecklenburg-Elő-Pomerániában (Németország)
Mecklenburg-Elő-Pomeránia ban
- 755 önálló város és község található.

Ezek a következőképp oszlanak meg:
- - 084 város, ebből
    - 02  megyei jogú város,
    - 028 önálló város,
    - 054 város ami egy Amt (Lau 1) tagja,

  - 671  község, ebből
    - 010 önálló község és
    - 661 község ami egy Amt (Lau 1) tagja.

* a város Grevesmühlen és az Amt Grevesmühlen-Land van közös közigazgatása
(Állapot: 2015. január 1.)
54 városnak és 661 községnek nincs saját közigazgatása. 76 közös közigazgatás (Amt / Lau 1 létezik. 29 Amtnak van van egy ügyintéző  község.

## Megyei jogú városok
2 megyei jogú város: (a később jövő alfabetikus lista Mecklenburg-Elő-Pomeránia minden községét tartalmazza):
| - Rostock - Schwerin |

## Önálló városok és községek
(ahol Lau 1 és Lau 2 egybe esik, a később jövő alfabetikus lista Mecklenburg-Elő-Pomeránia minden községét tartalmazza, a városok félkövérrel szedve):
| - Anklam - Bad Doberan - Binz - Boizenburg/Elbe - Dargun - Demmin - Dummerstorf - Feldberger Seenlandschaft - Graal-Müritz - Greifswald (járási székhely) - Grevesmühlen - Grimmen - Güstrow (járási székhely) | - Hagenow - Heringsdorf - Kröpelin - Kühlungsborn - Lübtheen - Ludwigslust - Marlow - Neubukow - Neubrandenburg (járási székhely) - Neustrelitz - Parchim (járási székhely) - Pasewalk - Insel Poel | - Putbus - Sanitz - Sassnitz - Satow - Stralsund (járási székhely) - Strasburg (Uckermark) - Süderholz - Teterow - Ueckermünde - Waren (Müritz) - Wismar (járási székhely) - Zingst |

## Városok és községek
Minden város és község Mecklenburg-Elő-Pomerániában (a városok félkövérrel szedve):
| Ábécé szerinti tartalomjegyzék                      |
| --------------------------------------------------- |
| A B C D E F G H I J K L M N O P Q R S T U V W X Y Z |

## A
| - Admannshagen-Bargeshagen - Ahlbeck - Ahrenshagen-Daskow - Ahrenshoop - Alt Bukow - Altefähr - Altenhagen - Altenhof | - Altenkirchen - Altenpleen - Altentreptow - Altkalen - Alt Krenzlin - Alt Meteln - Alt Schwerin - Alt Sührkow | - Alt Tellin - Altwarp - Altwigshagen - Alt Zachun - Am Salzhaff - Ankershagen - Anklam |

## B
| - Baabe - Bad Doberan - Bad Kleinen - Bad Sülze - Balow - Bandelin - Bandenitz - Banzkow - Bargischow - Barkhagen - Barnekow - Barnin - Bartenshagen-Parkentin - Barth - Bartow - Basedow - Bastorf - Baumgarten - Beggerow - Behrenhoff - Behren-Lübchin - Belsch - Bengerstorf - Benitz - Bentwisch - Bentzin - Benz (bei Wismar) - Benz (Usedom) - Bergen auf Rügen | - Bergholz - Bernitt - Bernstorf - Beseritz - Besitz - Bibow - Biendorf - Binz - Blankenberg - Blankenhagen - Blankenhof - Blankensee (Mecklenburg) - Blankensee (Elő-Pomeránia) - Blesewitz - Blievenstorf - Blowatz - Blumenholz - Bobitz - Bobzin - Boddin - Boiensdorf - Boizenburg/Elbe - Boldekow - Bollewick - Boltenhagen - Boock - Börgerende-Rethwisch - Borkow - Born a. Darß | - Borrentin - Brahlstorf - Bredenfelde - Breege - Breesen - Breest - Brenz - Bresegard bei Eldena - Bresegard bei Picher - Brietzig - Briggow - Bröbberow - Broderstorf - Brüel - Brunow - Brunn - Brünzow - Brüsewitz - Buchholz - Bugewitz - Buggenhagen - Bülow - Burg Stargard - Burow - Buschvitz - Bütow - Butzow - Bützow |

## C
| - Cambs - Cammin (bei Rostock) - Carinerland | - Carlow - Carpin - Cölpin | - Cramonshagen - Crivitz |

## D
| - Dabel - Daberkow - Dahmen - Dalberg-Wendelstorf - Dalkendorf - Dambeck - Damshagen - Dargelin - Dargen - Dargun - Dassow - Datzetal - Dechow | - Demen - Demmin - Dersekow - Dersenow - Dettmannsdorf - Deyelsdorf - Diedrichshagen - Diekhof - Dierhagen - Divitz-Spoldershagen - Dobbertin - Dobbin-Linstow - Dobin am See | - Dolgen am See - Dömitz - Domsühl - Dorf Mecklenburg - Dragun - Dranske - Drechow - Dreetz - Dreschvitz - Ducherow - Duckow - Dümmer - Dummerstorf |

## E
| - Eggesin - Eixen | - Eldena - Elmenhorst | - Elmenhorst/Lichtenhagen |

## F
| - Fahrenwalde - Faulenrost - Feldberger Seenlandschaft - Ferdinandshof | - Fincken - Finkenthal - Franzburg - Friedland | - Friedrichsruhe - Fuhlendorf - Fünfseen |

## G
| - Gadebusch - Gägelow - Gager - Galenbeck - Gallin - Gallin-Kuppentin - Gammelin - Ganzlin - Garz - Garz/Rügen - Gehlsbach - Gelbensande - Genzkow - Gielow - Gingst - Gischow - Glasewitz - Glasin - Glasow - Glewitz - Glowe - Gneven - Gnevkow - Gnewitz - Gnoien - Godendorf - Göhlen - Göhren - Göhren-Lebbin | - Golchen - Goldberg - Gorlosen - Görmin - Gottesgabe - Gotthun - Graal-Müritz - Grabow - Grabow-Below - Grabowhöfe - Grambin - Grambow (bei Schwerin) - Grambow (Elő-Pomeránia) - Grammendorf - Grammentin - Grammow - Gransebieth - Granzin - Grapzow - Grebs-Niendorf - Greifswald (járási székhely) - Gremersdorf-Buchholz - Gresse - Greven - Grevesmühlen - Gribow - Grieben - Grimmen - Grischow | - Groß Godems - Groß Kelle - Groß Kiesow - Groß Kordshagen - Groß Krams - Groß Laasch - Groß Luckow - Groß Miltzow - Groß Mohrdorf - Groß Molzahn - Groß Nemerow - Groß Plasten - Groß Polzin - Groß Roge - Groß Schwiesow - Groß Siemz - Groß Stieten - Groß Teetzleben - Groß Wokern - Groß Wüstenfelde - Grünow - Gültz - Gülzow - Gülzow-Prüzen - Gustow - Güstrow (járási székhely) - Gutow - Gützkow |

## H
| - Hagenow - Hammer a. d. Uecker - Hanshagen - Heinrichswalde - Heringsdorf - Hinrichshagen - Hintersee - Hohenbollentin - Hohen Demzin | - Hohenfelde - Hohenkirchen - Hohenmocker - Hohen Pritz - Hohen Sprenz - Hohen Viecheln - Hohen Wangelin - Hohenzieritz | - Holdorf - Holldorf - Holthusen - Hoort - Hoppenrade - Hornstorf - Hugoldsdorf - Hülseburg |

## I
| - Insel Hiddensee - Insel Poel | - Iven | - Ivenack |

## J
| - Jabel - Jakobsdorf - Jarmen | - Jatznick - Jesendorf - Jördenstorf | - Jürgenshagen - Jürgenstorf |

## K
| - Kalkhorst - Kamminke - Karenz - Kargow - Karlsburg - Karlshagen - Karnin - Karrenzin - Karstädt - Kassow - Katzow - Kemnitz - Kentzlin - Kenz-Küstrow - Kieve - Kirch Jesar - Kirch Mulsow - Kittendorf - Klausdorf - Klein Belitz - Klein Bünzow - Klein Kussewitz | - Klein Rogahn - Klein Trebbow - Klein Upahl - Klein Vielen - Kletzin - Klink - Klocksin - Kluis - Klütz - Kneese - Knorrendorf - Koblentz - Kobrow - Kogel - Königsfeld - Korswandt - Koserow - Krackow - Krakow am See - Kramerhof - Kratzeburg - Kreien | - Krembz - Kremmin - Krien - Kriesow - Kritzmow - Kritzow - Kröpelin - Kröslin - Kruckow - Krugsdorf - Krummin - Krusenfelde - Krusenhagen - Kublank - Kuchelmiß - Kuckssee - Kuhlen-Wendorf - Kühlungsborn - Kuhs - Kuhstorf - Kummerow (am See) - Kummerow (bei Stralsund) |

## L
| - Laage - Lalendorf - Lambrechtshagen - Lancken-Granitz - Langen Brütz - Langen Jarchow - Lärz - Lassan - Leezen - Leizen - Lelkendorf - Leopoldshagen - Leussow - Levenhagen - Lewitzrand - Liepgarten - Lietzow | - Lindenberg - Lindetal - Lindholz - Löbnitz - Löcknitz - Lockwisch - Loddin - Lohme - Lohmen - Loissin - Loitz - Lübberstorf - Lübesse - Lüblow - Lubmin - Lübow | - Lübs - Lübstorf - Lübtheen - Lübz - Luckow - Lüdersdorf - Lüdershagen - Ludorf - Ludwigslust - Lühburg - Lühmannsdorf - Lüssow (Mecklenburg) - Lüssow (bei Stralsund) - Lütow - Lüttow-Valluhn - Lützow |

## M
| - Malchin - Malchow - Malk Göhren - Malliß - Marlow - Marnitz - Massow - Medow - Meesiger - Meiersberg - Mellenthin - Melz | - Menzendorf - Mesekenhagen - Mestlin - Metelsdorf - Middelhagen - Millienhagen-Oebelitz - Milow - Mirow - Mistorf - Möllenbeck (bei Neustrelitz) - Möllenbeck (Landkreis Ludwigslust-Parchim) - Möllenhagen | - Mölln - Mölschow - Moltzow - Mönchhagen - Mönkebude - Moraas - Muchow - Mühl Rosin - Mühlen Eichsen - Murchin - Mustin |

## N
| - Nadrensee - Neddemin - Neetzka - Neetzow-Liepen - Neu Bartelshagen - Neu Boltenhagen - Neubrandenburg (járási székhely) - Neubukow - Neuburg - Neuenkirchen (bei Anklam) | - Neuenkirchen (bei Greifswald) - Neuenkirchen (bei Neubrandenburg) - Neuenkirchen (Rügen) - Neu Gülze - Neukalen - Neu Kaliß - Neukloster - Neu Kosenow - Neu Poserin - Neustadt-Glewe | - Neustrelitz - Neverin - Nieden - Niendorf - Nienhagen - Niepars - Nossendorf - Nossentiner Hütte - Nostorf - Nustrow |

## O
| - Obere Warnow |

## P
| - Pampow - Pantelitz - Papendorf (Elő-Pomeránia) - Papendorf (Warnow) - Papenhagen - Parchim (járási székhely) - Parchtitz - Pasewalk - Passee - Passow - Pätow-Steegen - Patzig - Peenehagen - Peenemünde - Penkow - Penkun | - Penzin - Penzlin - Perlin - Petersdorf - Picher - Pingelshagen - Pinnow - Plaaz - Plate - Plau am See - Plöwen - Plüschow - Pokrent - Pölchow - Polzow - Poppendorf | - Poseritz - Postlow - Pragsdorf - Prebberede - Preetz - Prerow - Priborn - Priepert - Pripsleben - Prislich - Pritzier - Prohn - Pruchten - Pudagla - Putbus - Putgarten |

## R
| - Raben Steinfeld - Ralswiek - Rambin - Ramin - Rankwitz - Rappin - Rastow - Rechlin - Reddelich - Redefin - Rehna - Reimershagen - Rerik | - Retschow - Ribnitz-Damgarten - Richtenberg - Rieps - Ritzerow - Röbel/Müritz - Röckwitz - Roduchelstorf - Roggendorf - Roggenstorf - Roggentin - Rögnitz - Rollwitz | - Rom - Rosenow - Rossin - Rossow - Rostock - Rothemühl - Rothenklempenow - Rövershagen - Rubenow - Rubkow - Rühn - Rukieten - Rüting |

## S
| - Saal - Sagard - Samtens - Sanitz - Sarmstorf - Sarnow - Sarow - Sassen-Trantow - Sassnitz - Satow - Sauzin - Schaprode - Schildetal - Schlagsdorf - Schlemmin - Schloen-Dratow - Schmatzin - Schönbeck - Schönberg - Schönfeld - Schönhausen - Schönwalde - Schorssow - Schossin | - Schwaan - Schwanheide - Schwarz - Schwasdorf - Schwerin - Seehof - Sehlen - Sellin - Selmsdorf - Selpin - Semlow - Setzin - Siedenbollentin - Siedenbrünzow - Sietow - Siggelkow - Silz - Sommersdorf - Spantekow - Splietsdorf - Sponholz - Spornitz - Stäbelow | - Staven - Stavenhagen, Reuterstadt - Steesow - Steffenshagen - Steinhagen (Mecklenburg) - Steinhagen (Elő-Pomeránia) - Stepenitztal - Sternberg - Stolpe (Mecklenburg) - Stolpe an der Peene - Stolpe auf Usedom - Stralendorf - Stralsund (járási székhely) - Strasburg (Uckermark) - Strohkirchen - Stubbendorf - Stuer - Suckow - Süderholz - Sukow - Sukow-Levitzow - Sülstorf - Sundhagen |

## T
| - Tarnow - Techentin - Teldau - Tessenow - Tessin (Rostock járás) - Tessin b. Boizenburg - Testorf-Steinfort - Teterow | - Thandorf - Thelkow - Thiessow - Thulendorf - Thürkow - Toddin - Torgelow - Torgelow am See | - Tramm - Trassenheide - Trent - Tribsees - Trinwillershagen - Trollenhagen - Tutow - Tützpatz |

## U
| - Ückeritz - Ueckermünde - Uelitz | - Ummanz - Upahl - Usedom | - Userin - Utecht - Utzedel |

## V
| - Varchentin - Veelböken - Velgast - Vellahn - Ventschow | - Verchen - Vielank - Viereck - Vipperow - Vogelsang-Warsin | - Voigtsdorf - Vollrathsruhe - Völschow - Vorbeck |

## W
| - Wackerow - Walkendorf - Walow - Wardow - Waren (Müritz) - Warin - Warlitz - Warlow - Warnkenhagen - Warnow (bei Bützow) - Warnow (bei Grevesmühlen) - Warrenzin - Warsow - Wedendorfersee - Weitendorf - Weitenhagen (Vorpommern-Rügen) | - Weitenhagen (Elő-Pomeránia-Greifswald) - Wendisch Baggendorf - Wendorf - Werder (bei Altentreptow) - Werder (bei Lübz) - Wesenberg - Wieck a. Darß - Wiek - Wiendorf - Wildberg - Wilhelmsburg - Wismar (járási székhely) - Wittenbeck - Wittenburg - Wittendörp | - Wittenförden - Wittenhagen - Witzin - Wöbbelin - Woggersin - Wokuhl-Dabelow - Wolde - Woldegk - Wolgast - Wrangelsburg - Wredenhagen - Wulkenzin - Wusterhusen - Wustrow (Fischland) - Wustrow (Meckl. Seenplatte) |

## Z
| - Zahrensdorf - Zapel - Zarnewanz - Zarrendorf - Zarrentin am Schaalsee - Zehna - Zemitz - Zempin - Zepelin - Zepkow | - Zerrenthin - Zettemin - Zickhusen - Ziegendorf - Zierow - Zierzow - Ziesendorf - Ziethen - Zingst - Zinnowitz | - Zirchow - Zirkow - Zirzow - Zislow - Zölkow - Zülow - Zurow - Züsow - Züssow |

## Ügyintéző  községek
Ein hauptamtlicher Bürgermeister einer amtsangehörigen Stadt übernimmt hier als Leitender Verwaltungsbeamter (LVB) die Verwaltung der anderen zum Amt gehörenden Gemeinden.
| - Altentreptow - Barth - Bergen auf Rügen - Burg Stargard - Bützow - Eggesin - Friedland - Gadebusch - Goldberg - Grabow | - Jarmen - Laage - Loitz - Lübz - Malchin - Malchow - Neukloster - Neustadt-Glewe - Penzlin - Plau am See | - Ribnitz-Damgarten - Röbel/Müritz - Schwaan - Stavenhagen, Reuterstadt - Sternberg - Tessin (Rostock járás) - Torgelow - Wittenburg - Wolgast |

## Fordítás
- Ez a szócikk részben vagy egészben a Liste der Städte und Gemeinden in Mecklenburg-Vorpommern című német Wikipédia-szócikk fordításán alapul.  Az eredeti cikk szerkesztőit annak laptörténete sorolja fel. Ez a jelzés csupán a megfogalmazás eredetét és a szerzői jogokat jelzi, nem szolgál a cikkben szereplő információk forrásmegjelöléseként.